# رجلة الزكاكية
رجلة الزكاكية واد، متفرع من وادي عامج بقضاء الرطبة بمحافظة الأنبار بهضبة الحماد بالبادية العراقية غرب العراق، في شرق مدينة الرطبة على طريق بغداد طريبيل.